# 板垣 (オートバイメーカー)
板垣株式会社（いたがき）は、群馬県伊勢崎市に本社および工場を置いていた日本の二輪車、自動車部品メーカー。1945年から1963年まで存在し、サンライトの商標でバイクモーターやモペットを製造した。

## 概要
1939年、群馬県伊勢崎市において前身の伊勢崎航空機工業が中島飛行機の航空部品の製造のため発足。創業者は伊勢崎の糸問屋であった。
1945年9月、終戦を迎えるとともに商号を板垣に変更し、賠償指定工場の制約のもと民需転換として自転車発電用ランプの製造を開始する。翌1948年には三輝工業を販社として傘下に収める。1954年に自転車用取付エンジンの製造を開始し、1956年にオートバイ事業に参入、三輝工業を販売会社としてサンライトSMR22を製造した。1958年からは自転車取付用エンジンを中止し、板垣の名前で二輪車の製造販売を始める。1963年に解散。

## ブランド名
サンライトの商標は太陽のごとく明るい「サンライト発電ランプ」として命名、販売会社の三輝工業も三（サン）輝（ライト）を意味していた。その後のバイクモーターやモペットもサンライトをブランド名としていた。

## 主な製品
板垣は以下の二輪車の製造販売を行った。
- 1956年 - サンライトSMR22型
- 1958年 - サンライトキングモーペッドC1型
- 1959年 - ミリオンサンライトC10型、サンライトロイヤル、サンライトクインモーペット
- 1960年 - クインサンライト50S7型、クインサンライト125S5型
- 1961年 - クインサンライトジュニア

## 富士重工による経営再建
板垣は1961年1月、放漫経営により販売店から1億円の不渡りを出す。同年4月、銀行筋の願望を受けて富士重工業が社長を筆頭に14名の社員を送り込み、経営再建に着手。50ccスクーターのラビットスカーレットS-102型の生産が軌道に乗り、10月には月産5,000台の目標を達成して黒字転換を行った。
しかし間もなく二輪界に不況が訪れ、S-102型の生産は1962年1月末に打ち切られる。社員から200人の希望退職者を募り、残った300人の社員で二度目の再建策が行われた。製品をラビットスクーター用の90ccエンジンとスバル360の部品、従来からの自転車用発電ランプに切り替え、売掛金の回収にも力を入れた。この年、東京の販売総代理店を務めた三輝工業も整理し、サンライトの部品もスクラップとして処理している。しかし、企業再建時に発行した融通手形の金利負担が大きく、もはや事業として成立しないと判断が下る。1964年2月に臨時株主総会を開き解散を決定した。富士重工業が再建に注ぎ込んだ資金は7億円に上った。